# Горє (Церкно)
Горє (словен. Gorje) — поселення на пагорбах на північ від Церкно, Регіон Горішка, Словенія. Висота над рівнем моря: 576.7 м. 